# Cop Land
Cop Land – amerykański thriller z 1997 roku w reżyserii Jamesa Mangolda z rolą główną Sylvestra Stallone'a.

## Opis fabuły
Spokojne miasteczko nieopodal Nowego Jorku – Garrison, nazywane jest potocznie Cop Land (w wolnym tłumaczeniu: „Kraina policjantów”), ponieważ rezydują tutaj głównie nowojorscy policjanci z rodzinami. Uchodzi ono za „raj na ziemi” jednakże podłoże jego zbudowania oraz realia w nim panujące nie są takie kolorowe. Splot niefortunnych wydarzeń ujawni jego ciemne oblicze. Podczas powrotu z libacji alkoholowej, oficer policji nowojorskiej Murray „Superboy” Babitch zostaje zepchnięty z drogi, przez auto kierowane przed młodych Afroamerykanów. Wściekły, rusza w pościg za samochodem. Gdy każe im się zatrzymać, oni mierzą do niego z przedmiotu do złudzenia przypominającego broń. Wybucha jedna z opon samochodu Murraya, co w jego ocenie zabrzmiało jak wystrzał z broni. Sprowokowany oddaje strzały w kierunku pojazdu, po czym zalicza z nim czołowe zderzenie. Kierowca i pasażer zostają zabici. Murray przekonany, że jego kariera w NYPD wisi na włosku, rzuca się z Mostu Waszyngtona, a przynajmniej wszyscy obecni na moście tak to widzą. W rzeczywistości zostaje on ukradkiem zabrany z mostu przez innych mundurowych. W tym samym czasie wybucha afera korupcyjna, która zatacza coraz szersze kręgi. Do Garrison przybywa podporucznik Tilden z wydziału wewnętrznego. Podejrzewa, że na czele skorumpowanych gliniarzy stoi Ray Donlan, ceniony wśród mieszkających w Garrison, mający liczne powiązania z mafią.
Ponieważ porucznik ma świadomość, że czynnie prowadzone śledztwo może skończyć się fiaskiem, prosi o pomocy szeryfa Garrison Freddy'ego Heflina, który od lat marzy o karierze policjanta z Nowego Jorku. Niestety z powodu możliwości słyszenia tylko na jedno ucho, jego podania wciąż są odrzucane. Po rozmowie z Tildenem, podejmuje próbę rozwikłania powierzonej sprawy, lecz jego działania spotyka się z jawnym oporem że strony mundurowych oraz innych mieszkańców, którzy wolą milczeć. Jedynym sojusznikiem szeryfa, poza jego zastępcami, jest policjant Gary „Figgsy” Figgis, znający najlepiej sytuację wśród przekupnych gliniarzy, który mimo swoich powiązań z nimi, zaczyna jawnie sprzeciwiać się ich poczynaniom.

## Obsada
- Sylvester Stallone jako szeryf Freddy Heflin
- Harvey Keitel jako ppor. Ray Donlan
- Ray Liotta jako oficer Gary „Figgsy” Figgis
- Robert De Niro jako ppor. Moe Tilden
- Peter Berg jako oficer Joey Randone
- Janeane Garofalo jako zastępca szeryfa Cindy Betts
- Robert Patrick jako Jack Rucker
- Michael Rapaport jako oficer Murray „Superboy” Babitch
- Annabella Sciorra jako Liz Randone
- Noah Emmerich jako zastępca szeryfa Bill Geisler
- Cathy Moriarty jako Rose Donlan
- John Spencer jako detektyw Leo Crasky
- Malik Yoba jako detektyw Carson
- Arthur J. Nascarella jako oficer Frank Lagonda